# Gà chọi Bình Định

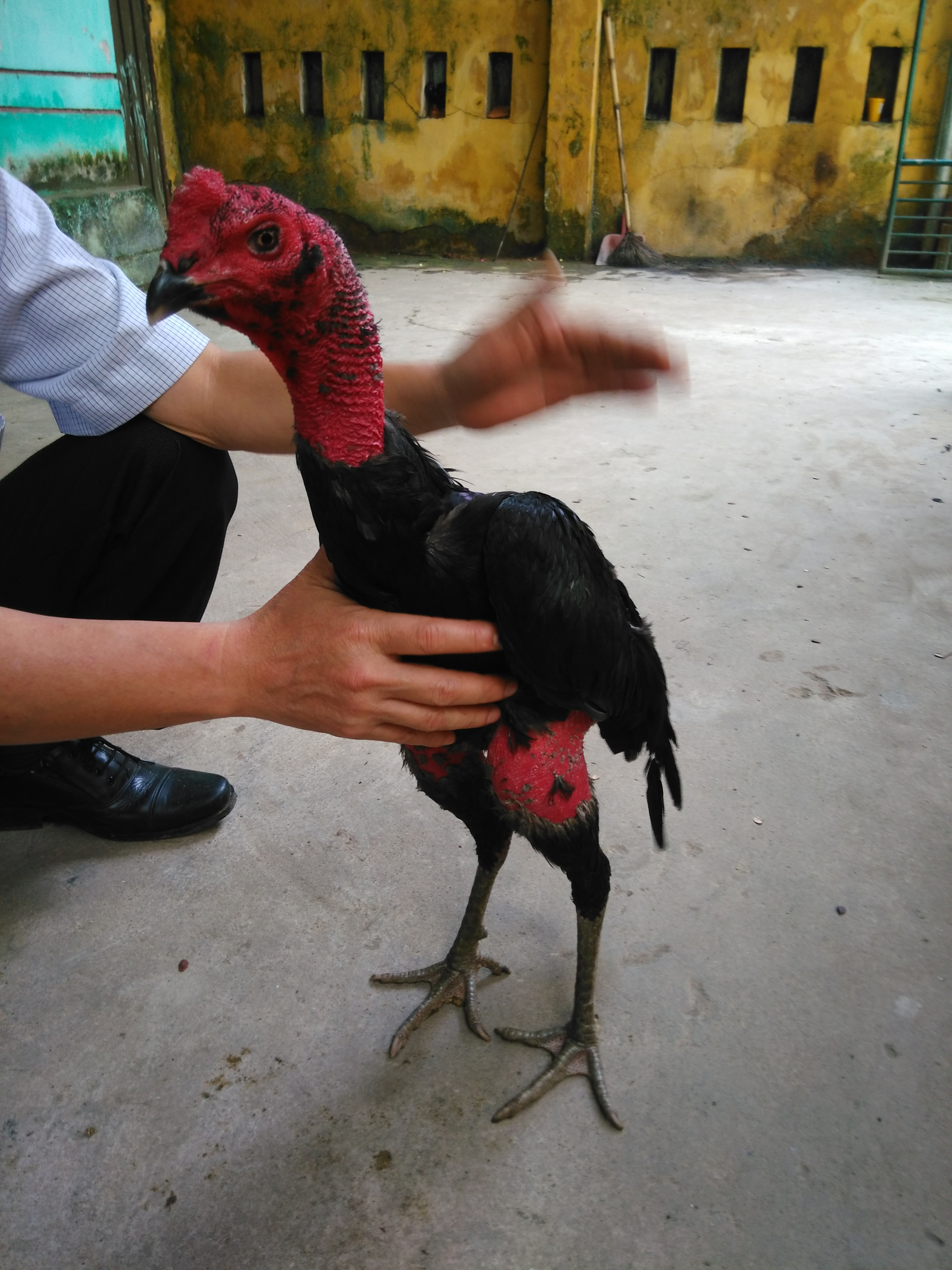
Một con gà chọi choai nòi Bình Định (mã kim)

Gà chọi Bình Định là một giống gà có nguồn gốc ở Bình Định, chúng được nuôi cho mục đích làm gà chọi. Đây là giống gà chọi cổ xưa gắn liền với miền đất võ Bình Định, tương truyền rằng từ thời Tây Sơn, Nguyễn Lữ đã quan sát gà chọi và sáng tạo ra bài Hùng kê quyền. Gà chọi Bình Định có thể chất tốt, thể hiện ở đặc điểm có sức chịu đòn và thi đấu bền bỉ, nhiều con thi đấu được tới 40 hiệp đấu liên tục, chúng triệt hạ đối thủ bằng sức mạnh của bàn chân chứ không phải bằng khả năng đâm xuyên của cựa. Giới chơi gà chọi trong nước đã đánh giá cao, nhiều gà chọi Bình Định đã thi đấu và nổi tiếng ở các trường đấu nhờ các thế đánh hay, đòn đá đẹp và hiểm.

## Lịch sử

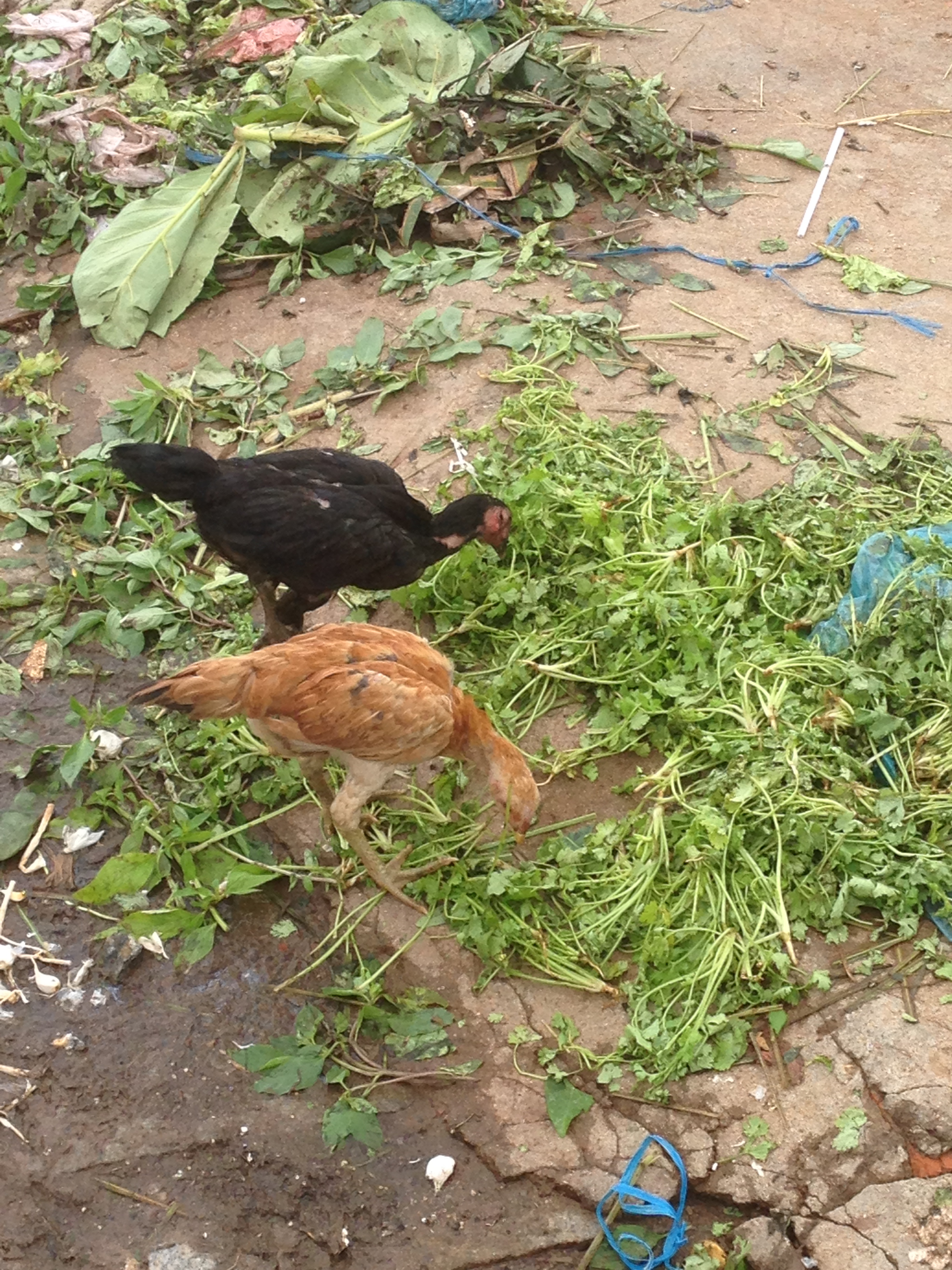
Hai con gà nòi tơ tại Quảng Ngãi

Gà chọi được nuôi từ xa xưa ở nhiều địa phương thuộc tỉnh Bình Định. Đến nay, ước tính cả tỉnh có khoảng 1.000 gà trống được tuyển chọn, huấn luyện và sử dụng làm gà thi đấu ở các cấp độ khác nhau. Nhiều huyện và thành phố đều có nuôi và tổ chức trường đấu gà, song tập trung nhất là thành phố Quy Nhơn, Tây Sơn và thị xã Hoài Nhơn. Giống gà chọi Bình Định hiện nay không chỉ tồn tại riêng ở Bình Định mà còn phát tán ra các tỉnh lân cận như Quảng Ngãi, Phú Yên, Khánh Hoà, Gia Lai, Đắk Lắk. Gà trống thi đấu đạt thành tích cao thường được bán đi nhiều nơi trong và ngoài nước như ở các trường đấu Việt Nam, Trung Quốc, Lào, Campuchia, Thái Lan.
Khó có thể xác định được lịch sử và nguồn gốc của gà chọi Bình Định do có ít tài liệu và người chơi gà và nuôi gà thường hay dấu nghề và giữ độc quyền về dòng mái, có ý kiến cho rằng gà chọi Bình Định có nguồn gốc từ Trung Quốc do gà chọi Bình Định có thân hình to khoẻ, được nuôi phổ biến ở Trung Quốc đến miền Bắc và miền Trung của Việt Nam, thể lệ đấu gà ở Miền Bẵc, miền Trung và Trung Quốc có nhiều nét tương đồng. Ở Bình Định, từ lâu đã có hai dòng gà nổi tiếng là dòng Ngân hàng và dòng Bảy Quéo, hai dòng gà này đang được tập hợp tại các cơ sở bảo tồn ở phường Ghềnh Ráng thành phố Quy Nhơn để ghép phối luân chuyển trống nhằm bảo tồn và phát triển dòng thuần.

## Đặc điểm
Đặc điểm chung về gà chọi Bình Định là có tầm vóc to lớn, cơ bắp phát triển, có thể chất tốt, xương to chắc (gà Đòn) thể hiện ở đặc điểm có sức chịu đòn khá và thi đấu bền bỉ, rất nhiều con chịu đựng được 40 hiệp đấu liên tục (mỗi hiệp dài 20 phút và thời gian giải lao giữa các hiệp là 5 phút). Các phần đầu, cổ, ngực, đùi đều rất thưa lông, nhưng hai cánh có bộ lông phát triển giúp gà có khả năng cất cao mình để tung đòn đá. Gà chọi Bình Định có tốc độ sinh trưởng chậm, trên 1 năm tuổi mới thành thục về thể vóc. 

### Tầm vóc

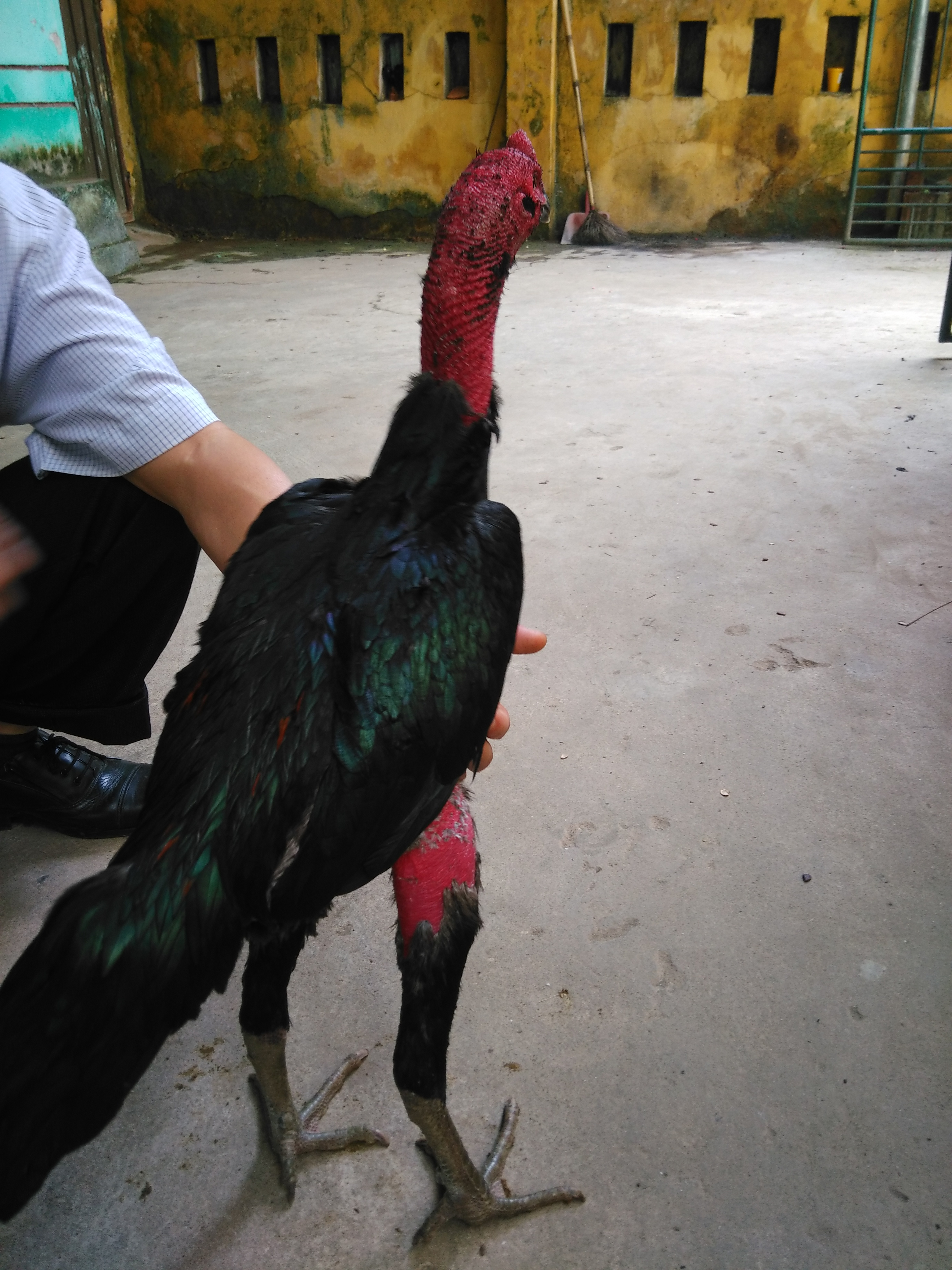
Một con gà chọi Bình Định

Gà chọi Bình Định có tầm vóc to lớn, chân cao, xương ống chân to, ngón dài và khoẻ, bàn chân (ống chân) gà trưởng thành có con dài tới 15 cm, song thường thấy loại 10–13 cm, có cựa ngắn hoặc không có, lớp biểu bì hoá sừng ở cẳng chân dày và cứng. Ngực rộng với cơ ngực nổi rõ. Đùi to, dài và cơ phát triển. Tuy nhiên bụng lại rất gọn, khoảng cách giữa hai mỏm xương chậu hẹp từ 1,5–3,0 cm ở gà trống. Phao câu và lông đuôi phát triển, lông đuôi có thể dài tới 30 cm.
Khối lượng cơ thể trưởng thành của gà trống có thể đạt 5,0 kg, song thường gặp loại gà nặng từ 3,5–4,5 kg. Khối lượng cơ thể trưởng thành của gà mái đạt 3,5–4,0 kg. Tuy nhiên, trong quá trình nuôi dưỡng và huấn luyện gà, người ta thường khống chế khối lượng của gà trống thi đấu ở khoảng 3,0–3,8 kg là khoảng khối lượng mà gà phát huy tốt nhất các đòn đá hay và hiểm. Nuôi theo phương thức truyền thống tại các hộ gia đình, gà 18 tháng tuổi đạt bình quân 4,034g con trống và 2,870 g ở con mái.

### Màu lông
Màu sắc của gà chọi Bình Định đa dạng, có thể thuần màu hay đa màu trên một cá thể, nhưng chiếm tỉ lệ cao nhất là gà có lông màu đen tuyền (hay còn gọi là gà ô). Màu sắc lông phụ thuộc vào màu lông của con trống là chính, màu lông giống con trống chiếm tỷ lệ 50–60%. Các biến thể lông gồm: Gà có lông đen tuyền gọi là gà ô, loại này chiếm tỉ lệ cao nhất. Gà có lông đen, lông mã màu đỏ gọi là gà Tía. Gà có màu lông xám tro gọi là gà Xám. Gà có màu lông giống lông chim ó gọi là gà ó. Gà có màu lông trắng roàn thân, gọi là gà Nhạn. Gà có lông 5 màu (đỏ, đen, vàng, trắng, xám), gọi là gà Ngũ sắc. Còn có một số có màu lông pha tạp như gà đen có chấm trắng.
Màu mỏ cũng có màu sắc đa dạng, thường thấy mỏ có màu trắng ngà, màu vàng, màu đen, màu xanh lợt (xanh đọt chuối). Màu chân thì lớp biểu bì hoá sừng (vảy) ở bàn chân và các ngón chân gà chọi Bình Định cũng có màu sắc không giống nhau giữa các cá thể, cùng một cá thể song màu sắc hai chân lại khác nhau. Thường thấy gà hai chân đen, vàng, xanh lợt, trắng, vàng đốm nâu, một chân vàng một chân đen hoặc trắng. Màu sắc cựa gà thường giống màu chân, song có con có hai cựa với hai màu khác nhau mặc dù hai chân lại cùng màu. Màu da: Phần da đầu, cổ, ức, đùi và hông có màu đỏ và dày. Các phần khác như lưng, nách, cánh lại có màu vàng hoặc trắng và da mỏng.

## Chăn nuôi

### Chế độ ăn
Theo truyền thống, gà chọi Bình Định được nuôi dưỡng bằng thức ăn tự nhiên dạng nguyên, bao gồm: lúa, gạo, ngũ cốc, giun, dế, động vật thủy sinh, côn trùng cây cỏ. Ngày nay, sử dụng thức ăn hỗn hợp công nghiệp để cho gà con ăn ở giai đoạn theo mẹ. Sau 1,5 tháng tuổi cho thêm lúa, gạo, cơm, ngô, ếch, nhái, lươn, thịt bò, lòng đỏ trứng, rau, giá khi tăng lượng lúa thì rút dần cám công nghiệp, đến khi tách mẹ thì cho ăn hoàn toàn bằng lúa.
Cho gà ăn làm hai bữa vào 9 giờ sáng và 4–5 giờ chiều. Riêng gà con cho ăn tự do, gà tách mẹ ngoài hai bữa chính còn tự đi kiếm ăn. Gà lớn trên 6 tháng cho ăn thêm rau, giá, xà lách, chuối sứ, cà chua, mỗi tuần cho ăn thêm 1–2 bữa lươn hoặc thịt bò. Khẩu phần ăn cho gà con tách mẹ (cho ăn tự do): cám gạo: 10%, bắp: 20%, lúa: 30%, Cá tươi nấu chín: 20%, Rau (muống, cải, xà lách): 20%. Khẩu phần cho một gà trống thi đấu/ngày gồm Lúa: 0,25 kg. Rau, giá: 0,10 kg. Lươn, thịt bò: 0,10 kg.

### Chọn giống

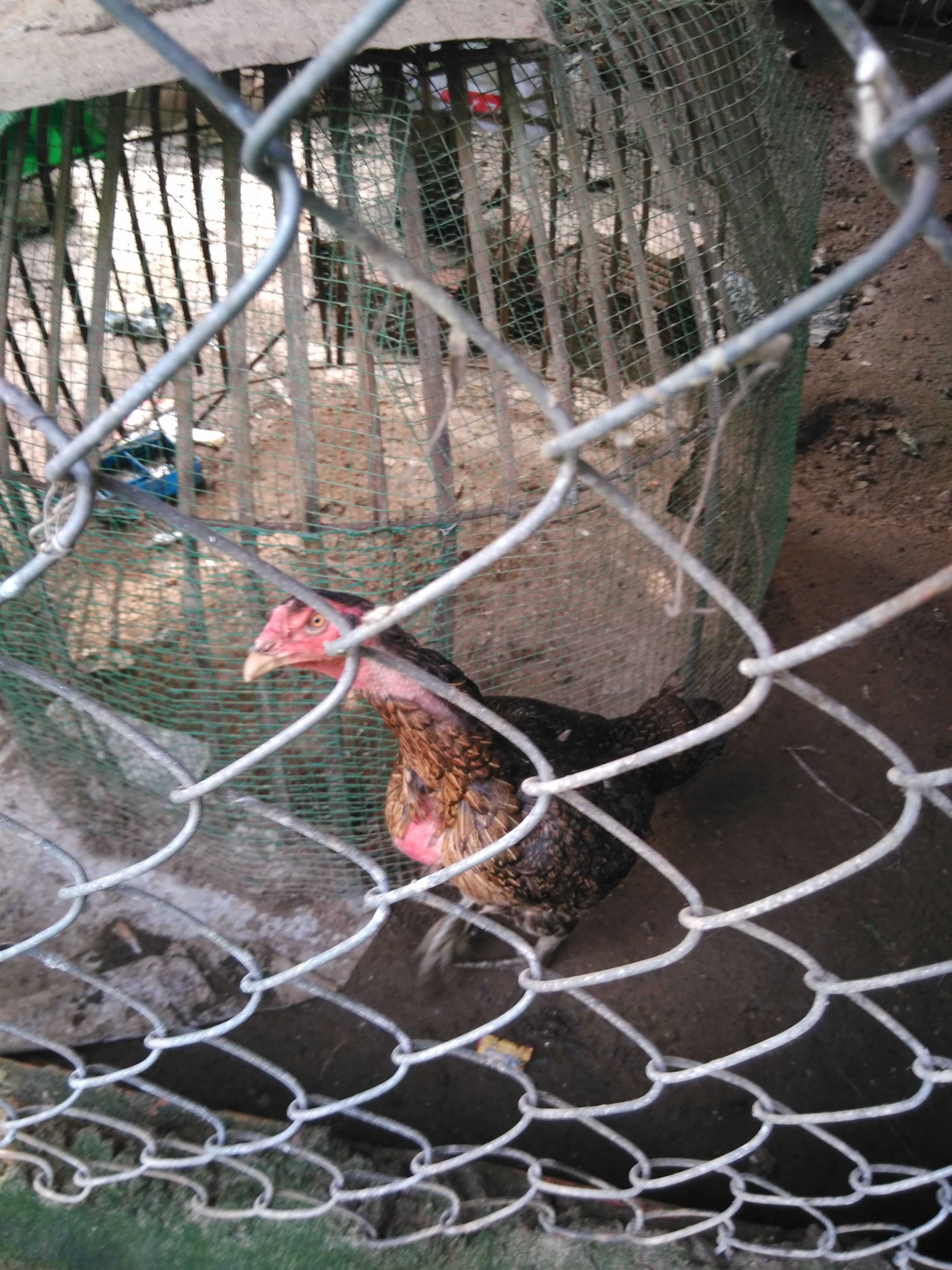
Một con gà chọi Bình Định (Mã mái)

Mục đích chính của việc nuôi gà chọi là sử dụng con trống vào việc huấn luyện và thi đấu. Đa phần gà mái và những con trống không thành công trong quá trình tập luyện cũng như thi đấu thường được giết thịt. Đối với gà mái, từ khi nở ra, lớn lên con nào có ngoại hình thể chất khoẻ mạnh, tính khí hung dữ và có một số đặc điểm ngoại hình quy định phẩm chất tốt sẽ được giữ lại làm gà mái sinh sản. Chúng được kiểm định qua vài lứa, nếu sản xuất ra được nhiều gà trống đạt thành tích cao thì tiếp tục sử dụng nhân giống, nếu không đạt thì bị loại bỏ, chuyến sang giết thịt.
Đối với gà trống, con nào có ngoại hình tốt, thể chất tốt, tính tình hung hăng thì được đưa vào huấn luyện, trong quá trình này người ta tiếp tục chọn theo các tiêu chí: Có thể chất tốt (có khả năng chịu đòn, gan lì, luyện tập và thi đấu bền bỉ). Có thế đánh hay, đòn đá đẹp và hiểm. Có khả năng tránh đòn tốt. Tỉ lệ gà được huấn luyện thành công và trở thành gà thi đấu là rất thấp, chỉ đạt dưới 20% so với tổng số gà trống lúc nở ra.

### Huấn luyện
Gà con được nuôi chung cả ổ và theo mẹ đến 2,5 hoặc 3 tháng tuổi. Sau khi tách mẹ vẫn được nhốt chung, cho đến 4–5 tháng tuổi thì tách riêng trống, mái. Gà trống lúc này được nhốt riêng mỗi con một ô, không cho các con trống thấy mặt nhau để tránh mổ và đá bậy. Khi gà đã gáy rõ tiếng thì bắt đầu cắt lông ở các vùng đầu, cổ, ức, đùi nhằm bộc lộ da ở các vùng này. Đồng thời cắt tai, tích. Cho gà đá thử 1–5 trận, xem con nào có khả năng đá hay thì giữ lại huấn luyện tiếp, hoặc không thì bán hoặc giết thịt.
Huấn luyện gà bằng các việc chính: Quần sương: cho gà vận động vào sáng sớm hàng ngày. Xát nghệ: dùng nghệ giã nhỏ, hoà với rượu, nước trà, nước tiểu trẻ con sát vào vùng da đã cắt lông trong vòng 3 tháng để cho da dày lên nhằm tăng khả năng chịu đòn và giảm thương tích khi thi đấu. Dầm cẳng: trước khi thi đấu 1 tháng, gà được cho ngâm chân trong hỗn dịch: nghệ, muối, nước tiểu để cho gà được cứng chân.
Mùa chọi gà thường được tổ chức vào dịp Tết và Xuân, kéo dài từ tháng chạp đến tháng tư âm lịch. Sau đó, từ tháng năm đến tháng 11 âm lịch là mùa gà thay lông nên không sử dụng thi đấu được.